# NGC 7658/1
NGC 7658/1 је лентикуларна галаксија у сазвежђу Ждрал која се налази на NGC листи објеката дубоког неба.
Деклинација објекта је - 39° 12' 57" а ректасцензија 23h 26m 24,6s. Привидна величина (магнитуда) објекта NGC 7658 износи 14,3 а фотографска магнитуда 15,3. NGC 76581 је још познат и под ознакама NGC 7658A, ESO 347-15, MCG -7-48-2, AM 2323-392, PGC 71433.